# Marta Walczykiewicz
Marta Anna Walczykiewicz (ur. 1 sierpnia 1987 w Kaliszu) – polska kajakarka, żołnierz WP, radna Kalisza, zawodniczka Kaliskiego Towarzystwa Wioślarskiego, wielokrotna medalistka mistrzostw świata i Europy, wicemistrzyni olimpijska z 2016 roku, trzydziestokrotna mistrzyni Polski.

## Życiorys

### Wykształcenie i działalność
Jest absolwentką Szkoły Podstawowej nr 16 oraz Zespołu Szkół Zawodowych im. Zesłańców Sybiru w Kaliszu. Karierę sportową zaczęła w 1996 roku w Uczniowskim Klubie Sportowym „UKS Jedynka” Kalisz. W latach 1998–2006 była zawodniczką Kaliskiego Towarzystwa Wioślarskiego, powróciła do tego klubu w 2010 roku. W międzyczasie trenowała przez cztery lata w KS Posnania.
W wyborach samorządowych w 2014 i 2024 kandydowała do kaliskiej Rady Miasta. 
Od 2024 roku radna Kalisza. 
W 2023 została żołnierzem Wojska Polskiego.
W 2016 odznaczona Złotym Krzyżem Zasługi.

### Przebieg kariery sportowej
2005–2006
Pierwszy ważny sukces odniosła w 2005 roku podczas mistrzostw Europy juniorów, kiedy zdobyła srebrny medal w czwórce na 500 metrów. W następnym roku została mistrzynią Polski w tej samej konkurencji. Zdobyła wówczas również srebro w czwórce na 200 metrów oraz brązowe medale w jedynce na 200 metrów oraz w dwójce na 500 metrów razem z Małgorzatą Chojnacką.
2007
W 2007 roku zadebiutowała na mistrzostwach Europy w Pontevedrze w czwórce na 1000 metrów. W sierpniu tego samego roku podczas mistrzostw świata w Duisburgu zdobyła z Dorotą Kuczkowską brązowy medal w dwójce na 200 metrów. We wrześniu została czterokrotną mistrzynią Polski. Złoto zdobyła w czwórce na 200 i 500 metrów, broniąc tytułu sprzed roku, oraz w dwójce na 200 metrów z Moniką Borowicz. Ponadto zdobyła srebrne medale w rywalizacji jedynek na 200 metrów i dwójek na 500 metrów oraz brązowy w dwójce na 1000 metrów.
2008
Podczas majowych mistrzostw Europy w Mediolanie w 2008 roku zdobyła z Sandrą Pawełczak srebrne medale w dwójce na 200 i 500 metrów. Pod koniec sierpnia na mistrzostwach Polski na torze w Bydgoszczy pięciokrotnie wywalczyła złoty medal. Najlepsza okazała się w jedynce na 200 metrów, w dwójce na tym samym dystansie wraz z Moniką Borowicz oraz w czwórkach na 200, 500 i 1000 metrów. Zdobyła również srebro w parze z Alicją Suchecką na dystansie 1000 metrów.
2009
W czerwcu 2009 roku na mistrzostwach Europy w Brandenburgu razem z Eweliną Wojnarowską, Małgorzatą Chojnacką i Magdaleną Krukowską zdobyła brązowy medal w czwórce na 500 metrów. W lipcu ponownie została wielokrotną mistrzynią Polski w Poznaniu, zdobywając złote medale w jedynce na 200 metrów, w dwójce z Małgorzatą Chojnacką na tym samym dystansie oraz w czwórce na 200 i 500 metrów, której skład uzupełniły Monika Borowicz, Alicja Suchecka i Małgorzata Chojnacka. W połowie sierpnia wzięła również udział na mistrzostwa świata w Dartmouth, zdobywając srebrny medal w jedynce na 200 metrów.
2010
Na mistrzostwach Polski w 2010 roku zdobyła złote medale w jedynce na 200 metrów i w dwójce z Anetą Konieczną na tym samym dystansie. Do tego wywalczyła brąz w jedynce na 500 metrów. Na początku lipca podczas mistrzostw Europy w Trasonie została wicemistrzynią w jedynce na 200 metrów, a w dwójce z Eweliną Wojnarowską na 500 metrów zdobyła brązowy medal. W sierpniu na mistrzostwach świata w Poznaniu razem z Eweliną Wojnarowską zdobyła srebrny medal na 200 metrów. Obie wystąpiły również na 500 metrów, zajmując w finale piąte miejsce. Indywidualnie wzięła udział na dystansie 200 metrów, gdzie ostatecznie zajęła siódmą pozycję.
2011
W czerwcu 2011 roku na mistrzostwach Europy w Belgradzie wystąpiła w jedynce na 200 metrów, zajmując w finale piąte miejsce. Tydzień później podczas mistrzostw Polski po raz trzeci z rzędu obroniła tytuł w jedynce na dystansie 200 metrów. Do tego dołączyła brązowe medale w jedynce na 500 metrów i w dwójce z Klaudią Kujawą na 200 metrów. W sierpniu tego samego roku na mistrzostwach świata w Segedynie została wicemistrzynią świata w jedynce na dystansie 200 metrów. Zdobyła także brązowy medal w sztafecie 4 × 200 metrów, w składzie której znalazły się również Karolina Naja, Aneta Konieczna i Ewelina Wojnarowska.
2012
W 2012 roku na mistrzostwach Europy w Zagrzebiu zdobyła srebro w rywalizacji jedynek na 200 metrów. Wzięła udział również w dwójce na 200 metrów z Agnieszką Kowalczyk, zajmując w finale piąte miejsce. Na igrzyskach olimpijskich w Londynie wystąpiła w dwóch konkurencjach. W rywalizacji jedynek na 200 metrów zajęła piątą pozycję, tracąc do będącej na trzecim miejscu Węgierki Natašy Dušev-Janić 0,372 sekundy. Była też w składzie czwórki na dystansie 500 metrów (razem z Anetą Konieczną, Karoliną Nają i Beatą Mikołajczyk), która skończyła zawody na czwartym miejscu, tracąc do podium 0,207 sekundy. W półfinale zawodniczki pobiły rekord olimpijski. Tydzień później na mistrzostwach Polski po raz kolejny z rzędu została mistrzynią w jedynce na 200 metrów. Zdobyła również brązowy medal z Klaudią Kujawą na dystansie 200 metrów.
2013
W czerwcu następnego roku na mistrzostwach Polski w Bydgoszczy zakończyła swoją dominację w ostatnich latach w jedynce na 200 metrów – zajęła w tej konkurencji drugie miejsce. Walkę o złoto przegrała z Karoliną Nają o 0,21 sekundy. Tydzień później podczas mistrzostw Europy w Montemor-o-Velho została, po raz pierwszy w karierze, mistrzynią Europy w jedynce na 200 metrów. Na mistrzostwach świata w Duisburgu pod koniec sierpnia zdobyła srebrne medale w zawodach jedynek na 200 metrów, przegrywając z Nowozelandką Lisą Carrington, oraz w sztafecie 4 × 200 metrów wraz z Karoliną Nają, Edytą Dzieniszewską i Eweliną Wojnarowską.
2014
Na przełomie maja i czerwca 2014 roku wystąpiła na mistrzostwach Polski, ponownie zdobyła na nich złoty medal w zawodach jedynek na 200 metrów. W lipcu tego samego roku podczas mistrzostw Europy w Brandenburgu wywalczyła srebro w czwórce na 500 metrów z Eweliną Wojnarowską, Karoliną Nają i Beatą Mikołajczyk, przegrywając z reprezentantkami Węgier. W następnym miesiącu na mistrzostwach świata w Moskwie zdobyła złoty medal w sztafecie 4 × 200 metrów. Na tych samych zawodach wywalczyła również srebrne medale w jedynce na 200 metrów, przegrywając z Lisą Carrington, oraz w czwórce na 500 metrów, ustępując jedynie Węgierkom. Pod koniec tegoż roku przeszła operację usunięcia skostnienia ścięgna mięśnia piszczelowego tylnego w prawej nodze.
2015
W czerwcu 2015 roku obroniła tytuł mistrzyni Polski sprzed roku w jedynce na 200 metrów. Do tego razem z Katarzyną Kołodziejczyk zdobyła złoto w dwójce na tym samym dystansie. W tym samym roku wzięła udział także w pierwszych igrzyskach europejskich rozegranych w Baku. W zawodach jedynek na 200 metrów zdobyła złoto, wyprzedzając na mecie Rosjankę Natalję Podolską i Węgierkę Danutę Kozák. Na sierpniowych mistrzostwach świata w Mediolanie po raz kolejny została wicemistrzynią świata w jedynce na 200 metrów, przegrywając z Lisą Carrington.
2016
Na igrzyskach olimpijskie w Rio de Janeiro zdobyła srebrny medal w jedynce na dystansie 200 metrów, ponownie ustępując jedynie Lisie Carrington (o 0,415 sekundy). Wcześniej wygrała swój wyścig eliminacyjny i półfinałowy. Wystartowała również w czwórce na 500 metrów z Edytą Dzieniszewską, Karolina Nają i Beatą Mikołajczyk. W półfinale zawodniczki zajęły czwarte miejsce, przez co popłynęły w finale B, który później wygrały. W tym samym miesiącu zdobyła złoto podczas mistrzostw Polski w jedynce na 200 metrów, wygrywając z Karolina Nają.
2017
W lipcu 2017 roku na mistrzostwach świata w Račicach zajęła piąte miejsce w finale jedynek na 200 metrów razem z Jeleną Anusziną, tracąc do podium 0,022 sekundy. Na początku września podczas mistrzostw Polski powtórnie okazała się najlepsza w jedynce na 200 metrów, tym razem wyprzedzając drugą na mecie Annę Puławską o 0,84 sekundy. Złoto zdobyła także w dwójce na tym samym dystansie razem z Katarzyną Kozakiewicz, zaś srebrny medal wywalczyła w jedynce na 5000 metrów, przegrywając z Beatą Mikołajczyk.
2018
Na mistrzostwach Europy w Belgradzie zdobyła swoje drugie złoto, odnosząc zwycięstwo w zawodach jedynek na 200 metrów. Na mecie wyprzedziła Węgierkę Danutę Kozák i Dunkę Emmę Jørgensen. W następnym miesiącu podczas mistrzostw Polski zdobyła złoto w jedynce na dystansie 200 metrów. Wzięła udział również na rozegranych w sierpniu w Montemor-o-Velho mistrzostwach świata, gdzie zajęła czwarte miejsce w jedynce na 200 metrów, tracąc do będącej na trzeciej pozycji Szwedki Linnei Stensils 0,1 sekundy.
2019
Na igrzyskach europejskich w Mińsku zdobyła brązowy medal w jedynce na 200 metrów, przegrywając z Emmą Jørgensen i Danutą Kozák. W sierpniu tego samego roku podczas mistrzostw świata w Segedynie zdobyła swój dziewiąty srebrny medal tych mistrzostw. Tym razem w jedynce na 200 metrów lepsza okazała się tylko Lisa Carrington.
2024
28 września 2024 wystąpiła w charytatywnym meczu koszykarskim „Olimpijczycy i Paraolimpijczycy dla Powodzian”, z którego dochód został przeznaczony na remont zniszczonej przez powódź hali „Obuwnik” w Prudniku (hala Pogoni Prudnik i Zarzewia Prudnik).

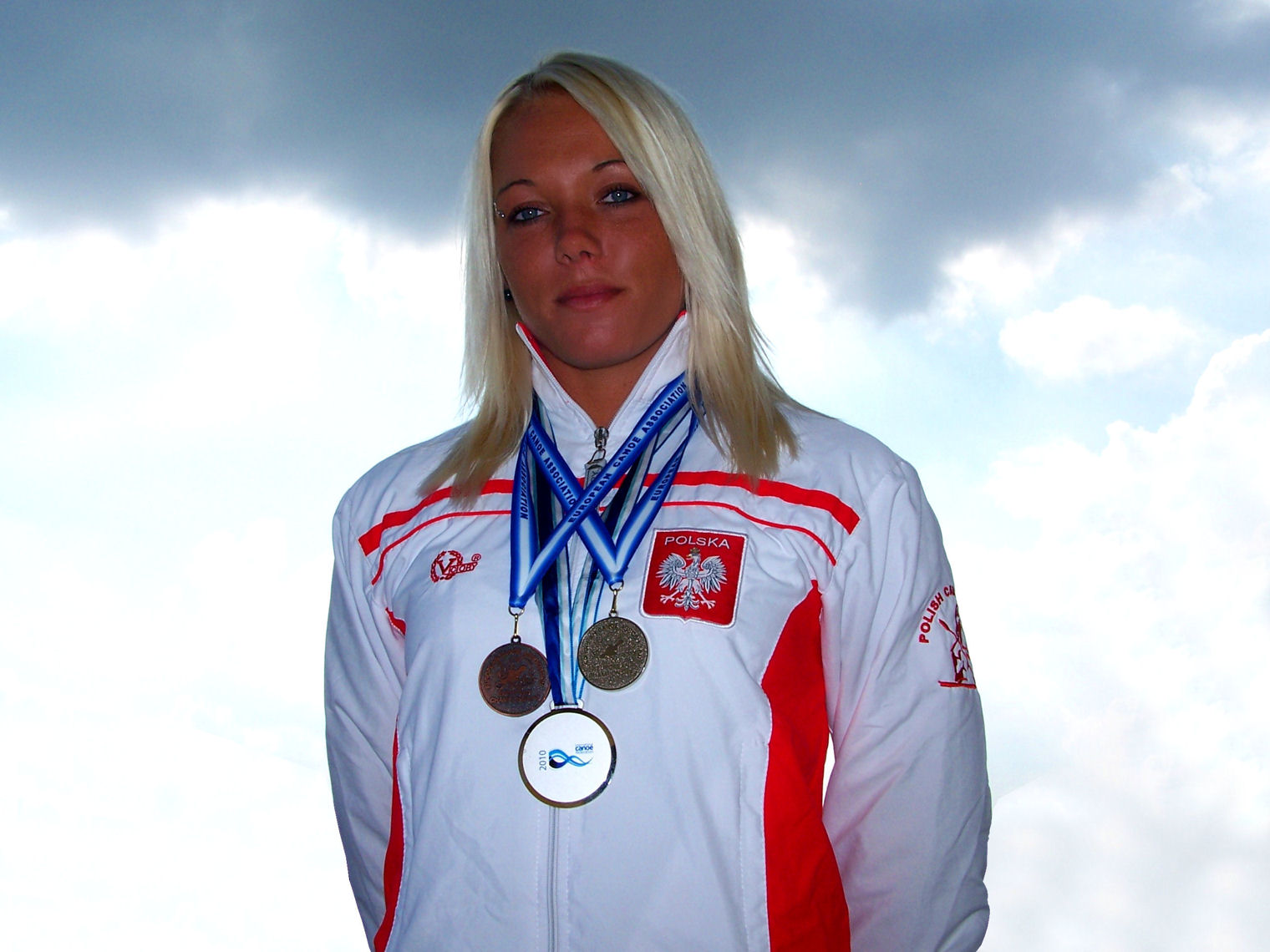
Marta Walczykiewicz, wielokrotna medalistka Mistrzostw Świata i Europy w Kajakarstwie (2010)

## Wyniki
Wyniki finałów igrzysk olimpijskich i europejskich oraz mistrzostw świata i Europy.
| Rok  | Zawody               | Miejscowość      | Konkurencja   | Czas     | Pozycja |
| ---- | -------------------- | ---------------- | ------------- | -------- | ------- |
| 2007 | Mistrzostwa Europy   | Pontevedra       | K-1 200 m     | 44,488   | 8.      |
| 2007 | Mistrzostwa Europy   | Pontevedra       | K-4 1000 m    | 3:29,913 | 4.      |
| 2007 | Mistrzostwa świata   | Duisburg         | K-2 200 m     | 38,70    | brąz    |
| 2007 | Mistrzostwa świata   | Duisburg         | K-4 200 m     | 37,00    | 6.      |
| 2008 | Mistrzostwa Europy   | Mediolan         | K-2 200 m     | 39,158   | srebro  |
| 2008 | Mistrzostwa Europy   | Mediolan         | K-2 1000 m    | 3:47,095 | srebro  |
| 2009 | Mistrzostwa Europy   | Brandenburg      | K-2 200 m     | 38,27    | 7.      |
| 2009 | Mistrzostwa Europy   | Brandenburg      | K-4 500 m     | 1:33,444 | brąz    |
| 2009 | Mistrzostwa świata   | Dartmouth        | K-1 200 m     | 41,21    | srebro  |
| 2009 | Mistrzostwa świata   | Dartmouth        | K-1 4 × 200 m | 2:55,76  | 7.      |
| 2009 | Mistrzostwa świata   | Dartmouth        | K-4 500 m     | 1:35,47  | 4.      |
| 2010 | Mistrzostwa Europy   | Trasona          | K-1 200 m     | 40,505   | srebro  |
| 2010 | Mistrzostwa Europy   | Trasona          | K-2 500 m     | 1:41,678 | brąz    |
| 2010 | Mistrzostwa świata   | Poznań           | K-1 200 m     | 41,41    | 7.      |
| 2010 | Mistrzostwa świata   | Poznań           | K-1 4 × 200 m | 2:55,71  | 5.      |
| 2010 | Mistrzostwa świata   | Poznań           | K-2 200 m     | 37,77    | srebro  |
| 2010 | Mistrzostwa świata   | Poznań           | K-2 500 m     | 1:43,06  | 5.      |
| 2011 | Mistrzostwa Europy   | Belgrad          | K-1 200 m     | 40,576   | 5.      |
| 2011 | Mistrzostwa świata   | Segedyn          | K-1 200 m     | 40,47    | srebro  |
| 2011 | Mistrzostwa świata   | Segedyn          | K-1 4 × 200 m | 2:50,95  | brąz    |
| 2012 | Mistrzostwa Europy   | Zagrzeb          | K-1 200 m     | 39,652   | srebro  |
| 2012 | Mistrzostwa Europy   | Zagrzeb          | K-2 200 m     | 36,354   | 5.      |
| 2012 | Igrzyska olimpijskie | Londyn           | K-1 200 m     | 45,500   | 5.      |
| 2012 | Igrzyska olimpijskie | Londyn           | K-4 500 m     | 1:31,607 | 4.      |
| 2013 | Mistrzostwa Europy   | Montemor-o-Velho | K-1 200 m     | 42,549   | złoto   |
| 2013 | Mistrzostwa świata   | Duisburg         | K-1 200 m     | 39,71    | srebro  |
| 2013 | Mistrzostwa świata   | Duisburg         | K-1 4 × 200 m | 2:49,61  | srebro  |
| 2014 | Mistrzostwa Europy   | Brandenburg      | K-1 200 m     | 43,88    | 5.      |
| 2014 | Mistrzostwa Europy   | Brandenburg      | K-4 500 m     | 1:31,93  | srebro  |
| 2014 | Mistrzostwa świata   | Moskwa           | K-1 200 m     | 38,81    | srebro  |
| 2014 | Mistrzostwa świata   | Moskwa           | K-1 4 × 200 m | 2:47,79  | złoto   |
| 2014 | Mistrzostwa świata   | Moskwa           | K-4 500 m     | 1:28,94  | srebro  |
| 2015 | Mistrzostwa Europy   | Račice           | K-1 200 m     | 41,556   | 4.      |
| 2015 | Mistrzostwa Europy   | Račice           | K-4 500 m     | 1:38,224 | 4.      |
| 2015 | Igrzyska europejskie | Baku             | K-1 200 m     | 40,795   | złoto   |
| 2015 | Mistrzostwa świata   | Mediolan         | K-1 200 m     | 40,700   | srebro  |
| 2016 | Igrzyska olimpijskie | Rio de Janeiro   | K-1 200 m     | 40,279   | srebro  |
| 2017 | Mistrzostwa Europy   | Płowdiw          | K-1 200 m     | 39,80    | 5.      |
| 2017 | Mistrzostwa świata   | Račice           | K-1 200 m     | 39,596   | 5.      |
| 2018 | Mistrzostwa Europy   | Belgrad          | K-1 200 m     | 39,697   | złoto   |
| 2018 | Mistrzostwa świata   | Montemor-o-Velho | K-1 200 m     | 40,685   | 4.      |
| 2019 | Igrzyska europejskie | Mińsk            | K-1 200 m     | 42,408   | brąz    |
| 2019 | Mistrzostwa świata   | Segedyn          | K-1 200 m     | 41,33    | srebro  |
| 2020 | Igrzyska olimpijskie | Tokyo            | K-1 200 m     | 39,170   | 4.      |
| 2021 | Mistrzostwa świata   | Kopenhaga        | K-2 200 m     | -        | brąz    |
| 2022 | Mistrzostwa świata   | Halifax          | K-2 200 m     | 39,59    | 4.      |